# Dyskretne uroki starości
Dyskretne uroki starości (hiszp. Arrugas) – hiszpański pełnometrażowy film animowany oparty na popularnym komiksie autorstwa Paco Roca pt. Arrugas (pol. Zmarszczki).
Światowa premiera filmu odbyła się 19 września 2011.

## Fabuła
Emerytowany dyrektor banku – Emilio, zostaje oddany do domu starców przez syna i synową, ponieważ opieka nad nim jest dla nich zbyt kłopotliwa. W ośrodku poznaje sprytnego i cynicznego Miguela, który staje się z czasem jego przewodnikiem i opiekunem. Poznajemy smutną codzienność pensjonariuszy – samotność i tęsknota za rodziną oraz ich wysiłki, aby starość i choroba nie pokonały ich ostatecznie.

## Obsada
- Tacho González – Emilio
- Álvaro Guevara – Miguel (głos)
- Mabel Rivera Antonia (głos)
- Raul Dans – Xoán (głos)
- Montse Davila – Nuera (głos)
- Chelo Diaz – Emi (głos)
- Xermana Carballido – Dolores (głos)
- Ana Lemos – Eugenia (głos)

i inni

## Ekipa
- Reżyseria: Ignacio Ferreras
- Scenariusz: Rosanna Cecchini, Ángel de la Cruz, Ignacio Ferreras, Paco Roca
- Producent: Ángel de la Cruz, 	Tono Folguera, Manuel Cristóbal
- Muzyka: Nani García
- Zdjęcia: David Cube
- Dźwięk: Diego S. Staub, Miguel Barbosa, Carlos García

## Nagrody i nominacje
- 2012: Nagroda Goya w kategorii Najlepszy scenariusz adaptowany.
- 2012: Nagroda Goya w kategorii Najlepszy film animowany
- 2012: Nominacja do Europejska Nagroda Filmowa w kategorii Najlepszy film animowany
- 2012: Nominacja do nagrody Annie w kategorii Najlepszy pełnometrażowy film animowany